# Молочай миртолистий
Молочай миртолистий (Euphorbia myrsinites) — вид трав'янистих рослин з родини молочайні (Euphorbiaceae), поширений у Євразії від Італії до північного Ірану.

## Опис
Багаторічна (зрідка дворічна) трав'яниста кущиста сірувато-зелена рослина 10–40 см завдовжки, зі стрижневим коренем. Стебла в основі деревні, нерозгалужені або розгалужені, грубі, соковиті, голі, сланкі або висхідні, 2–5 мм завтовшки, густо облиствлені. Листки (ніжка 0–2 мм) чергові, м'ясисті, голі, широко-оберненояйцюваті, краї цілі або дрібно зубчасті, 2–30 × 3–17 мм, верхівка від гострої до тупої. Квіти в суцвіттях, маточкові й тичинкові. Плід — майже куляста коробочка, 5–7 × 5–6 мм. Насіння неправильно зморшкувате, неблискуче, від блідо-коричневого до темно-коричневого, рідко блідо-сіре, еліпсоїдне, 2.8–4.5 × 2–3.2 мм. 2n=20.
Період цвітіння: квітень — серпень.

## Поширення
Поширений на півдні Європі (від Італії до Криму) й у Західній Азії (Кавказ, Туреччина, північний Іран); інтродукований до США, Британської Колумбії, Чехії. Населяє магматичні схили, гірські пасовища, соснові ліси, степ, піщаний гравій, береги, узлісся полів.
В Україні вид зростає на кам'янистих схилах, осипах — у гірському Криму.

## Використання
Молочний сік рослини може спричинити значне подразнення шкіри та очей у людини. Домашні тварини можуть мати подібні реакції. Цей молочай культивують як декоративну рослину за гарне сріблясто-сірувато-зелене листя й стійкість до посухи й іншого сухого клімату.